# Ашваттха
Ашва́ттха́ (санскр. अश्वत्थ, IAST: açvattha, «лошадиная стоянка») — в индуистской мифологии священное дерево.
Относительно того, какое именно растение имелось в виду, исследователи сходятся во мнении, что ашваттха — это Ficus religiosa, один из индийских видов смоковницы.
Это дерево упоминается уже в «Ригведе» (РВ I, 135; X, 97), её название, кроме Вед, являясь для ригведийских ариев важнейшим, нередко встречается в брахманах, упанишадах и итихасах. Но корни культа ашваттхи уходят ещё к Индской цивилизации, на печатях которой изображены её листья и она сама как Мировое древо.
Ашваттха является наиболее частым образом мирового дерева в Индии. Это представление отмечается уже в «Атхарва-веде» (АВ II, 7, 3) и особенно в упанишадах, где определённые части ашваттхи были соотнесены с разными частями макрокосма, причём священное дерево изображается перевёрнутым («Катха-упанишада», «Майтраяния-упанишада»). Само дерево считалось местом пребывания богов, они восседают на нём на третьем небе. Ашваттху призывали в помощь в различных заговорах, направленных на уничтожение или ослабление врагов. Святой, когда сидит под ашваттхой, может предсказывать и понимать язык птиц.
Также ашваттху использовали и в ритуальной практике. Из неё делали сосуды для сомы, одну из двух дощечек при добывании священного огня трением, ветви использовались при сооружении алтаря в «Матсья-пуране». Символом ашваттхи в ведийском ритуале служила юпа (жертвенный столб). Известен ритуал, по которому царю подносятся последовательно четыре чаши, сделанные из четырёх священных деревьев, причём за каждую чашу отвечает представитель одной из 4 варн древнеиндийского общества. Чаша из ашваттхи, например, подносилась вайшьей, из удумбары кшатрием и т. д.
«Махабхарата» также сообщает, что с помощью ашваттхи и удумбары решалась проблема бесплодия. Так мужчина должен был обнять удумбару, а его жена — ашваттху. При этом считалось, что эти деревья также соотнесены с варнами, как и в царском ритуале. Так, ашваттха обнималась для рождения идеального кшатрия, а удумбара — идеального брахмана.
Исследователи мифологии восстанавливают два архаичных мотива, связанных с ашваттхой. Первый — человек на дереве, причём они оба символизируют вселенную. Второй мотив, связанный с ашваттхой, это конь у мирового дерева. Считается, что первый отображает ритуальную практику человеческих жертвоприношений у дерева, второй — жертвоприношений коня. В ранней мистической философии человек на ашваттхе и его желание получить плод с её вершины выступали символами религиозного познания.
Именно под эти деревом на Будду снизошло просветление.